# Campionat de Letònia de ciclisme en contrarellotge
El Campionat de Letònia de ciclisme en contrarellotge s'organitza anualment des de l'any 1997 per determinar el campió ciclista de Letònia en la modalitat.
El títol s'atorga al vencedor d'una única carrera, en la modalitat de contrarellotge individual. El vencedor obté el dret a portar un mallot amb els colors de la bandera letona fins al campionat de l'any següent quan disputa proves en contrarellotge individual.

## Palmarès masculí
| Any  | Primer              | Segon               | Tercer                 |
| 1997 | Dainis Ozols        | Egons Rozenfelds    | Arvis Piziks           |
| 1998 | Dainis Ozols        | Juris Silovs        | Arvis Piziks           |
| 1999 | Dainis Ozols        | Andris Spehts       | Arvis Piziks           |
| 2000 | Raivis Belohvoščiks | Dainis Ozols        | Andris Špehts          |
| 2001 | Raivis Belohvoščiks | Arvis Piziks        | Dzintars Ozoliņš       |
| 2002 | Raivis Belohvoščiks | Arvis Piziks        | Romāns Vainšteins      |
| 2003 | Raivis Belohvoščiks | Andris Naudužs      | Aldis Āboliņš          |
| 2004 | Oļegs Meļehs        | Kalvis Eisaks       | Aldis Āboliņš          |
| 2005 | Raivis Belohvoščiks | Oļegs Meļehs        | Artūrs Ansons          |
| 2006 | Raivis Belohvoščiks | Oļegs Meļehs        | Vitalijs Korņilovs     |
| 2007 | Raivis Belohvoščiks | Oļegs Meļehs        | Aleksejs Saramotins    |
| 2008 | Raivis Belohvoščiks | Oļegs Meļehs        | Aleksejs Saramotins    |
| 2009 | Raivis Belohvoščiks | Aleksejs Saramotins | Gatis Smukulis         |
| 2010 | Raivis Belohvoščiks | Aleksejs Saramotins | Gatis Smukulis         |
| 2011 | Gatis Smukulis      | Aleksejs Saramotins | Vitalijs Kornilovs     |
| 2012 | Gatis Smukulis      | Aleksejs Saramotins | Andžs Flaksis          |
| 2013 | Gatis Smukulis      | Aleksejs Saramotins | Ervins Smolins         |
| 2014 | Gatis Smukulis      | Aleksejs Saramotins | Andžs Flaksis          |
| 2015 | Gatis Smukulis      | Aleksejs Saramotins | Krists Neilands        |
| 2016 | Gatis Smukulis      | Aleksejs Saramotins | Toms Skujiņš           |
| 2017 | Aleksejs Saramotins | Toms Skujiņš        | Krists Neilands        |
| 2018 | Toms Skujiņš        | Gatis Smukulis      | Aleksejs Saramotins    |
| 2019 | Krists Neilands     | Aleksejs Saramotins | Ēriks Toms Gavars      |
| 2020 | Andris Vosekalns    | Maris Bogdanovics   | Vitalijs Kornilovs     |
| 2021 | Toms Skujiņš        | Emīls Liepiņš       | Andris Vosekalns       |
| 2022 | Toms Skujiņš        | Krists Neilands     | Emils Liepins          |
| 2023 | Toms Skujiņš        | Krists Neilands     | Emils Liepins          |
| 2024 | Alekss Krasts       | Emils Liepins       | Kristers Ansons        |
| 2025 | Toms Skujiņš        | Krists Neilands     | Kristiāns Belohvoščiks |

### Palmarès sub-23
| Any  | Primer                  | Segon                  | Tercer             |
| 2006 | Gatis Smukulis          |                        |                    |
| 2008 | Gatis Smukulis          |                        |                    |
| 2009 | Indulis Bekmanis        | Ervīns Smoļins         | Reinis Andrijanovs |
| 2010 | Indulis Bekmanis        | Andžs Flaksis          | Toms Skujiņš       |
| 2011 | Andžs Flaksis           | Andris Vosekalns       | Toms Skujiņš       |
| 2012 | Andžs Flaksis           | Andris Vosekalns       | Andris Smirnovs    |
| 2013 | Andžs Flaksis           | Armands Bēcis          | Pauls Zvirbulis    |
| 2014 | Krists Neilands         | Andris Vosekalns       | Mārtiņš Jirgensons |
| 2015 | Krists Neilands         | Aleksandrs Rublevskis  | Valters Cakss      |
| 2016 | Krists Neilands         | Eriks Toms Gavars      | Mareks Kampe       |
| 2017 | Marcis Kalnins          | Deins Kanepejs         | Eriks Toms Gavars  |
| 2018 | Eriks Toms Gavars       | Kristers Ansons        | Kristaps Pelčers   |
| 2019 | Ēriks Toms Gavars       | Kristaps Siltumēns     | Kristaps Pelčers   |
| 2020 | Alekss Krasts           | Mareks Balodis         | Jānis Šēlis        |
| 2021 | Rodžers Petaks          | Kristers Ansons        | Pauls Rubenis      |
| 2022 | Rodžers Petaks          | Matīss Kaļveršs        | Alekss Krasts      |
| 2023 | Alekss Krasts           | Kristians Belohvoščiks | Karlis Klismets    |
| 2024 | Kristians Belohvoščiks  | Davis Gludavs          | Gusts Lapins       |
| 2025 | Olivers Jëkabs Skrapcis | Karlis Klismets        | Girts Harkins      |

## Palmarès femení
| Any  | Primer           | Segon                | Tercer                 |
| 2009 | Ivanda Eiduka    | Jelena Dovgaluk      | Anda Savlenko          |
| 2010 | Jelena Dovgaluk  | Anda Savlenko        | Lija Laizane           |
| 2011 | Jelena Dovgaluk  | Vita Petersone-Heine | Madara Furmane         |
| 2012 | Dana Rožlapa     | Lija Laizane         | Lelde Ardava           |
| 2013 | Dana Rožlapa     | Vita Peterson-Heine  | Jelena Dovgaluk        |
| 2014 | Dana Rožlapa     | Vita Peterson-Heine  | Lija Laizane           |
| 2015 | Lija Laizāne     | Madara Fūrmane       | Dana Rožlapa           |
| 2016 | Lija Laizāne     | Endija Rutule        | -                      |
| 2017 | Lija Laizāne     | Lelde Ardave         | Viktorija Sipovica     |
| 2018 | Lija Laizāne     | Viktorija Sipovica   | Helena Ergle           |
| 2019 | Dana Rožlapa     | Lija Laizāne         | Daniela Leitane        |
| 2020 | Dana Rožlapa     | Madara Aboma         | Agnese Patricija Ozola |
| 2021 | Dana Rožlapa     | Lija Laizāne         | Lina Svarinska         |
| 2022 | Dana Rožlapa     | Lija Laizāne         | Anastasia Carbonari    |
| 2023 | Dana Rožlapa     | Lija Laizāne         | Kitija Siltumena       |
| 2024 | Kitija Siltumena | Krista Pucite        | Madara Aboma           |
| 2025 | Dana Rožlapa     | Kitija Siltumena     | Madara Aboma           |